# 바서스도르프역
바서스도르프역(독일어: Bassersdorf)은 스위스 취리히주와 바서스도르프 지자체에 있는 기차역이다. 이 역은 취리히 공항과 클로텐 노선이 분기하는 동쪽의 취리히에서 빈터투어 간 주요 노선에 있다. 취리히 S-반 서비스 S7 및 S24의 중간 정류장이다.
철도의 원래 경로는 바서스도르프의 중심을 통과하는 것이었다. 그러나 1980년 취리히 공항으로 향하는 새로운 철도가 건설되면서 이 노선은 원래 바서스도르프역과 함께 폐기되었다. 새로운 역은 원래 역에서 남쪽으로 약 500m 떨어진 새 노선에 건설되었다.

## 갤러리
- 2012년에 철거된 오래된 역 건물
- 현재의 역 건물